# 大中至正
大中至正一詞起源於漢唐以來經學家對於《尚書·洪範》的注解，起初乃是意指“無偏無黨”，《全唐文》所記碑銘就有「大中至正」一詞以形容儒者的此一修養。 周敦頤《太極圖說》有謂：『聖人定之以中正仁義而主靜，立人極焉。』，而宋明儒者多以「大中至正」為內聖外王之心術修持，所以後世遂演變成為專以指稱「儒家之道」。歷史上「大中」曾為为唐宣宗年号（在公元847年至859年間使用），「至正」为元惠宗年号（公元1341年至1370年）。
- 唐朝 有碑銘以形容心性修養，而謂『及夫被儒服，踐法言，敬直而文，肅莊而溫。端誠博物，錯綜古今，非大中至正，不接於心術。』[1]
- 北宋 张载以之形容心術公正無偏，而謂『大中至正之极，必能致其用，约必能感而通。』[2]
- 北宋 王安石以之形容先王堯舜之道，而謂『聞古有堯舜也者，其道大中至正，常行之道也。』[3]
- 北宋 程子則以之揚儒貶佛，而謂『知聖人為大中至正，則釋氏不能以說惑之矣。』[4]
- 南宋 朱熹乃以之贊頌儒家無偏，而謂『儒者之道大中至正，四面均平。』[5]
- 南宋 圭堂居士也以之頌揚儒佛會通的入世之道，而謂『人倫不廢於外，而佛法高目於內，孰若維摩之道為大中至正者。』[6]
- 明朝 王陽明以之形容孔子「吾道一以貫之」而貫通入世與出世之道，而謂『若論聖人大中至正之道，徹上徹下，只是一貫。』[7]

## 臺灣使用

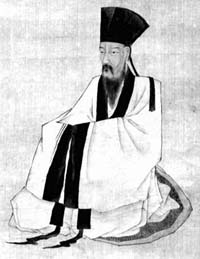
明朝大儒王陽明的哲學影響蔣中正很深

大中至正一詞因與政治人物蔣中正名字相關，並引起台灣政治爭議和海峽兩岸關係討論而為人熟知。
蔣中正，字「介石」，本系原語出自中國上古經典《易經》中之豫卦六二『介于石，不終日，貞吉。象曰：不終日，貞吉。以中正也。』、朱熹《易本義》豫卦六二爻釋：『卦獨此爻中而得正，是上下皆溺於豫，而獨能以中正自守，其介如石也。』、《近思錄·卷十二·警戒》『以中正自守，其介如石』。
蔣自日本留學後，受陽明學影響極深。明代大儒王陽明在其《傳習錄》上卷中有：“不知先生居夷三載，處困養靜，精一之功，固已超入聖城，粹然大中至正之歸矣”。粹，指精粹、精華。然，的樣子。指陽明先生在貴州待了三年，養浩然之氣，已達到非常純粹、精深、中正無私的水平。
現一般認為蔣之「大中至正」理念出自陽明學。王陽明因觸犯朝中極權太監劉瑾，被貶謫到貴州龍場作驛丞，一路上還受劉瑾爪牙追殺，性命難保大難不死。王陽明在荒蠻之地龍場一待三年，與世隔絕，期間完成自己的哲學理念，自成一說，即為日後顯學的「陽明學」，日後王陽明東山再起，也有賴在龍場的深刻思維修煉和修身養性，世稱「龍場悟道」。
蔣認為，自己退居「孤島」台灣和當年王陽明的處境非常相似。中華民國國軍在中國大陸與中國人民解放軍戰鬥中戰況不利，退守台灣。先總統亦視共產主義為「共匪」的「異端邪說」，而臺灣亦是海中孤島。中華民國政府轉進臺灣，頗有當年王陽明遭閹宦打擊、落荒貴州龍場的境遇。而蔣總統也只能在台灣修身養性，並表示要反攻大陸，並題下著名的「毋忘在莒」，也改台灣之「草山」作「陽明山」。

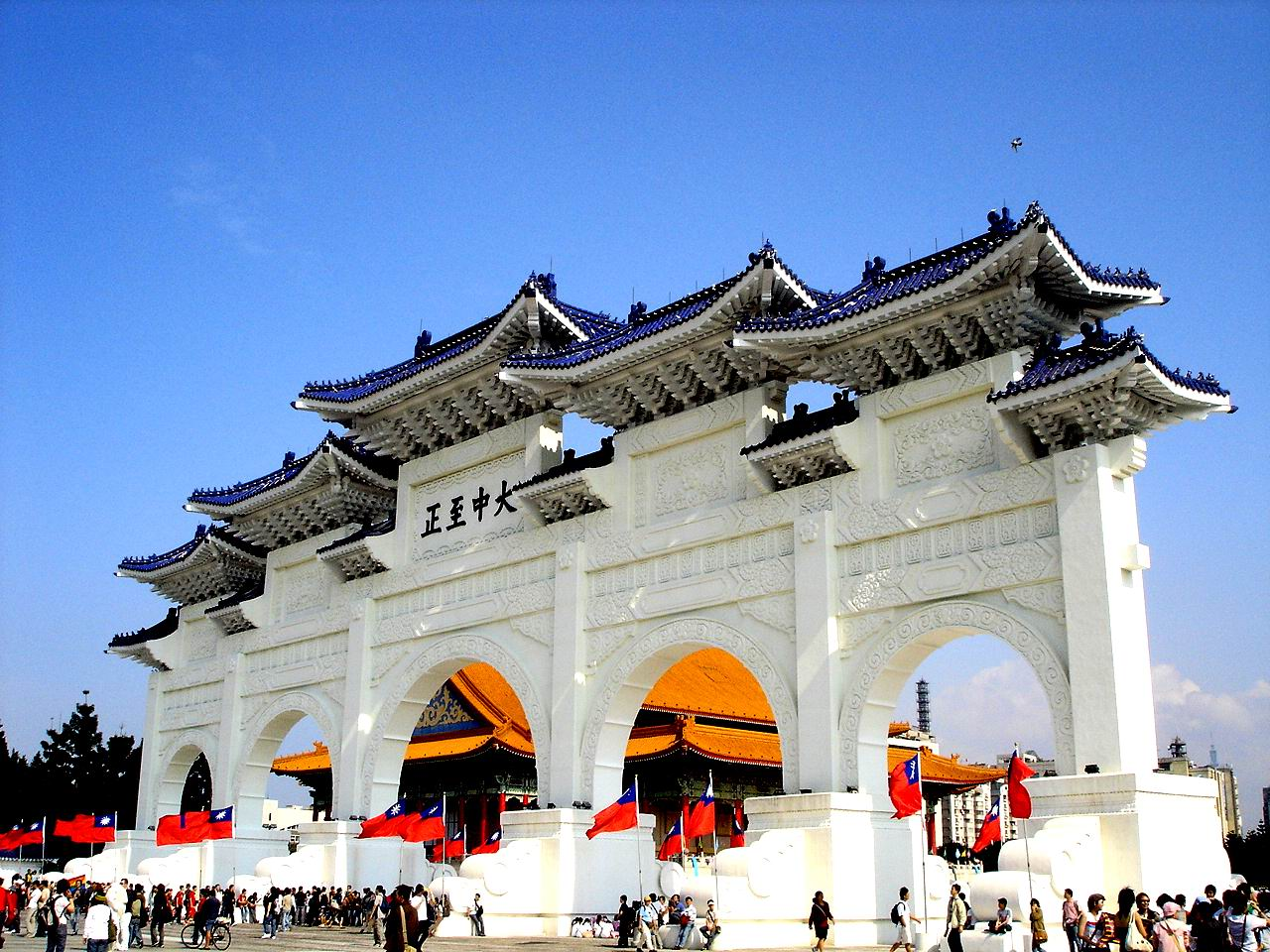
2004年之「大中至正」牌樓

中華民國臺北市建有中正紀念堂，1980年完工，為紀念蔣中正，為台北市著名地標。堂前立有大牌坊，上書「大中至正」四字牌匾，故又名「大中至正牌坊」，為世人和遊客所熟知。
2000年政黨輪替後，為實施轉型正義，台灣各地陸續進行「去蔣化」政策。2007年12月7日，中正紀念堂前牌匾「大中至正」被拆除，並重新命名為「自由廣場」，引起台灣政治爭議和民間輿論的分歧，吸引世界目光。政府啟用大吊機拆卸「大中至正」四大字的照片也在網路、報紙流傳甚廣。而中正紀念堂也被改為「台灣民主紀念館」。
當國民黨重新執政後，於2009年7月20日清晨，將「中正紀念堂」匾額重新懸掛，但牌樓仍維持「自由廣場」，中正紀念堂復名。